# Centaurea aksoyi
Centaurea aksoyi (волошка Аксоя) — вид рослин роду волошка (Centaurea), з родини айстрових (Asteraceae). Вид названий на честь видатного турецького ботаніка проф. д-ра Ахмета Аксоя.

## Біоморфологічна характеристика
Це багаторічна трава 30–50 см з дерев'янистим кореневищем, що породжує численні стебла. Стебло від прямовисного до висхідного, струнке, смугасте, розсіяно вовнисте й залозисте, 25–50 см, зазвичай розгалужене біля середини або іноді просте. Листки щільно-лускаті, розсіяно вовнисті й залозисті, цілісні. Базальні листи лінійні, зазвичай підсихають у період цвітіння, сидячі, 5–9 × 0.25–0.30 см. Серединні та верхні листки лінійні, сидячі, 3–7 × 0.15–0.25 см, зменшуються у розмірі до квіткової голови, від гострих до загострених. Квіткові голови дискоїдні, поодинокі на кінці гілок. Квіточки жовті, завдовжки 17–23 мм; трубка віночка гола, 12–17 мм завдовжки, частки 5–6 мм, лінійні. Сім'янки довгасті, 4–5 мм завдовжки, солом'яного кольору, гладкі та блискучі. Папусів зовнішні ряди завдовжки 5–6 мм, внутрішні ряди завдовжки 1.5–2.0 мм.

## Середовище проживання
Ендемік Йозгата, центральна Анатолія, Туреччина. Вид росте як хамефіт на серпентинних (змійовикових) породах у низовинному степу.